# Dzsibuti Kupa
A Dzsibuti kupát 1988 óta rendezik meg folyamatosan az országban. Hivatalos neve Coupe de Djibouti (Coupe du 27 Juin).
Eddigi győztesek:
- 1988-90: AS Port
- 1991: Aéroport
- 1992: AS Compagnie Djibouti-Ethiopie
- 1993: Force Nationale Securité
- 1994-1996: Balbala
- 1997-98: Force Nationale de Police
- 1999: Balbala
- 2000: AS Port
- 2001: Chemin de Fer Djibouto-Ethiopien
- 2002: Jeunesse Espoir
- 2003: AS Borreh
- 2004: Chemin de Fer Djibouto-Ethiopien
- 2005: Poste de Djibouti
- 2006: ASAS/Djibouti Télécom
- 2007: FC Société Immobilière de Djibouti
- 2008: CDE/Colas
- 2009: Guelleh Batal de la Garde Républicaine
- 2010-11: AS Port
- 2012: Guelleh Batal de la Garde Républicaine
- 2013: AS Port
- 2014: AS Tadjourah
- 2015: Guelleh Batal de la Garde Républicaine
- 2016: ASAS/Djibouti Télécom
- 2017: Gendarmerie Nationale
- 2018: ASAS/Djibouti Télécom

## Győzelmek csapatonként
| Csapat:                                | Győzelmek száma: |
| -------------------------------------- | ---------------- |
| AS Port                                | 7                |
| Balbala                                | 4                |
| Guelleh Batal de la Garde Républicaine | 3                |
| ASAS/Djibouti Télécom                  | 3                |
| Chemin de Fer Djibouto-Ethiopien       | 2                |
| Force Nationale de Police              | 1                |
| Poste de Djibouti                      | 1                |
| Jeunesse Espoir                        | 1                |
| AS Borreh                              | 1                |
| AS Compagnie Djibouti-Ethiopie         | 1                |
| Force Nationale Securité               | 1                |
| FC Société Immobilière de Djibouti     | 1                |
| CDE/Colas                              | 1                |
| Aéroport                               | 1                |
| Gendarmerie Nationale                  | 1                |

A forrásra a rákatintás után rá kell menni az oldalon lévő 2018-as szezont jelölő hivatkozásra. Utána teljesen a lap aljáig kell görgetni és rá kell kattintani a [list of cup winners] hivatkozásra.